# 컴포넌트 기반 소프트웨어 공학
컴포넌트 기반 소프트웨어 공학(Component-based software engineering, CBSE), 컴포넌트 기반 개발(component-based development, CBD)은 기존의 시스템이나 소프트웨어를 구성하는 컴포넌트를 조립해서 하나의 새로운 응용 프로그램을 만드는 소프트웨어 개발방법론이다. 기업들은 쇼핑 바구니, 사용자 인증, 검색엔진, 카탈로그 등 상업적으로 이용 가능한 컴포넌트를 결합하여 그들의 전자상거래 응용 프로그램을 개발하는 컴포넌트 기반 개발을 사용한다.

## 기술
- 특정 도메인의 컴포넌트 기반 소프트웨어 프레임워크
  - Earth System Modeling Framework (ESMF)
  - 리액트 (자바스크립트 라이브러리)
- 컴포넌트 지향 프로그래밍
  - 컴포넌트 오브젝트 모델 (OCX/ActiveX/COM) 및 DCOM
  - 에펠 프로그래밍 언어
  - 엔터프라이즈 자바빈즈
  - MidCOM
  - 유니티
  - 언리얼 엔진
  - VCL, CLX 및 유사 자유 LCL 라이브러리.
  - XPCOM
- 컴파운드 도큐먼트 기술
  - 객체 연결 삽입 (OLE)
- 분산 컴퓨팅 소프트웨어 컴포넌트
  - 공통 객체 요구 매개자 구조, 공통 객체 요구 매개자 구조
  - DCOM 및 이후 버전의 COM (및 COM+)
  - 자바 플랫폼, 엔터프라이즈 에디션
  - Kompics[2]
  - 웹 서비스
    - REST

  - AXCIOMA
  - COHORTE
- 제네릭 프로그래밍
- 인터페이스 서술 언어 (IDLs)
  - SOAP IDL
  - XML-RPC